# Götaland
Götaland er en landsdel i Sverige, indeholdende landskapene
Skåne, Blekinge, Halland, Småland, Västergötland, Bohuslän, Dalsland, Östergötland, Gotland og Öland.
Af disse var Blekinge og Halland og Skåne danske områder indtil freden i Roskilde i 1658. I tillæg tilhørte Bohuslän Norge. De nye provinser blev regnet ind under Götaland.